# Streifenflur

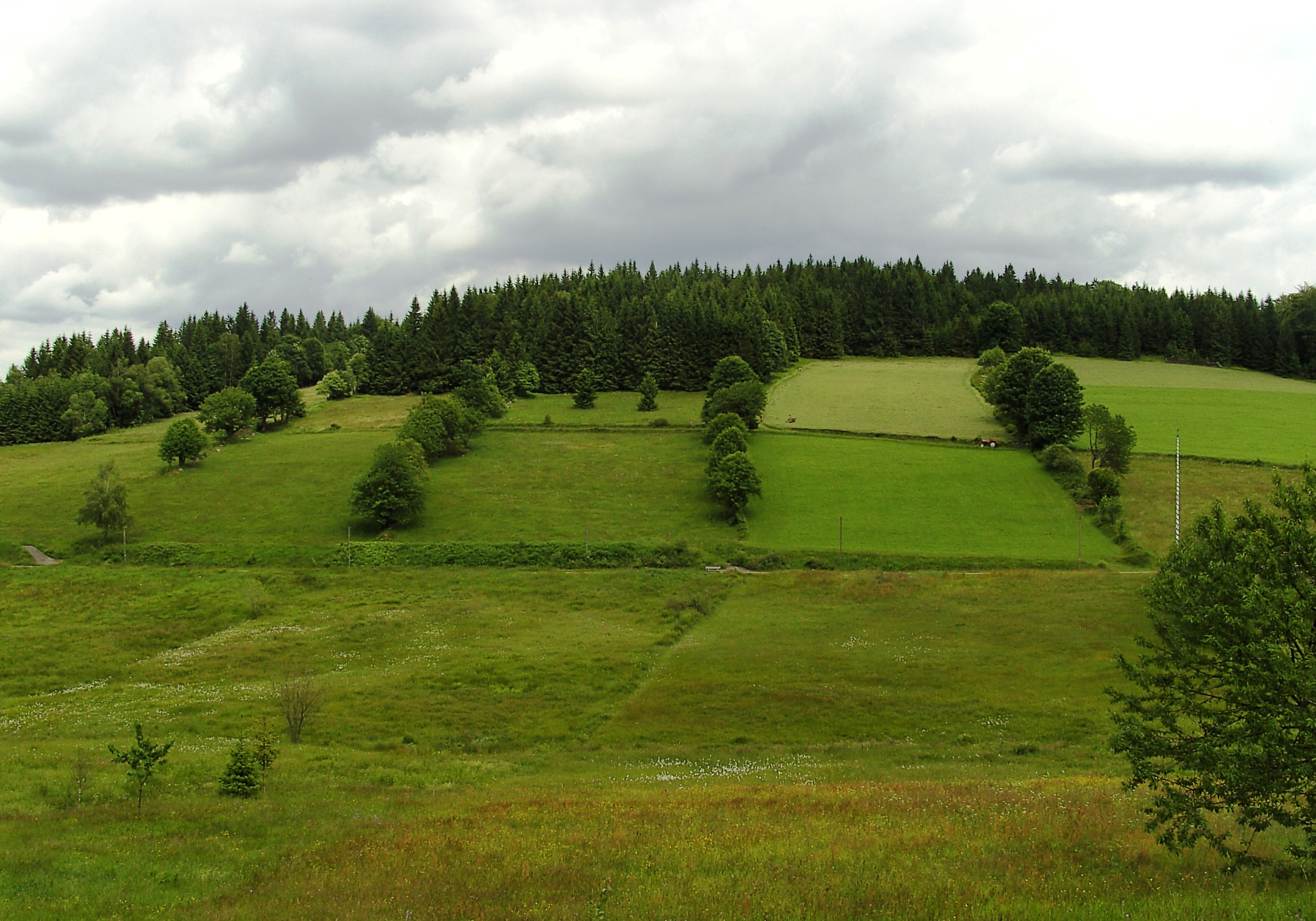
Streifenflur bei Hinterfirmiansreut im Bayerischen Wald

Als Streifenflur bezeichnet man eine bestimmte Flurform. Die Parzelle hat ein Seiten- bzw. Längenverhältnis von über 1:2,5. Aber auch Verhältnisse von 1:50 oder noch größer sind keine Seltenheit. Dabei können die einzelnen Streifen auch mehrere Kilometer lang sein.
Unterschieden wird zwischen:
- Langstreifenflur (Länge > ca. 250 Meter)
- Kurzstreifenflur (Länge < ca. 250 Meter)
- Schmalstreifenflur (Breite zwischen ca. 6 Meter und ca. 40 Meter)
- Breitstreifenflur, z. B. Hufenflur (Breite > 60 Meter)

Streifenfluren sind in ihrer Erscheinungsform typische Folgen des Aufstreckrechts sowie der Realerbteilung und deshalb heutzutage aufgrund der meist durchgeführten Flurbereinigung eher selten anzutreffen. Die Flurform ist als historisch zu bezeichnen und ist eine typische Flurform des Hochmittelalters. Die Lange Rhön mit Unterweißenbrunner Streifenflur gilt als hervorragend erhaltenes und bundesweit bedeutsames Beispiel einer hochmittelalterlichen Streifenflur.